# Liste der Biografien/Frant
Liste der Biografien |
Portal Biografien |
Personensuche
# |
A |
B |
C |
D |
E |
F |
G |
H |
I |
J |
K |
L |
M |
N |
O |
P |
Q |
R |
S |
T |
U |
V |
W |
X |
Y |
Z |
?
 
Fa |
Fe |
Ff |
Fh |
Fi |
Fj |
Fk |
Fl |
Fm |
Fn |
Fo |
Fr |
Ft |
Fu |
Fy
 
Fra |
Frc |
Fre |
Frg |
Fri |
Frk |
Frl |
Fro |
Frr |
Fru |
Fry
 
Fraa |
Frab |
Frac |
Frad |
Frae |
Fraf |
Frag |
Frah |
Frai |
Fraj |
Frak |
Fral |
Fram |
Fran |
Frao |
Frap |
Fraq |
Frar |
Fras |
Frat |
Frau |
Frav |
Fraw |
Fray |
Fraz
 
Frana |
Franc |
Frand |
Frane |
Frang |
Frani |
Franj |
Frank |
Frann |
Frano |
Franq |
Frans |
Frant |
Franu |
Franx |
Franz
Die Liste der Biografien führt alle Personen auf, die in der deutschsprachigen Wikipedia einen Artikel haben. Dieses ist eine Teilliste mit 51 Einträgen von Personen, deren Namen mit den Buchstaben „Frant“ beginnt.

## Frant
- Frant, Marion (* 1970), deutsche Politikerin (CDU)

### Franta
- Franta Šumavský, Josef (1796–1857), tschechischer Schriftsteller, Pädagoge, Schriftgelehrter und Patriot
- Franta, Hans (1893–1983), österreichischer Maler
- Franta, Karel (1928–2017), tschechischer Maler und Illustrator
- Franta, Rudolf (1913–1989), deutscher Verwaltungsjurist und Ministerialbeamter
- Franta, Thomas (* 1977), deutscher Eishockeyspieler

### Franti
- Franti, Michael (* 1966), US-amerikanischer Lyriker und MusikerMichael Franti (* 1966)

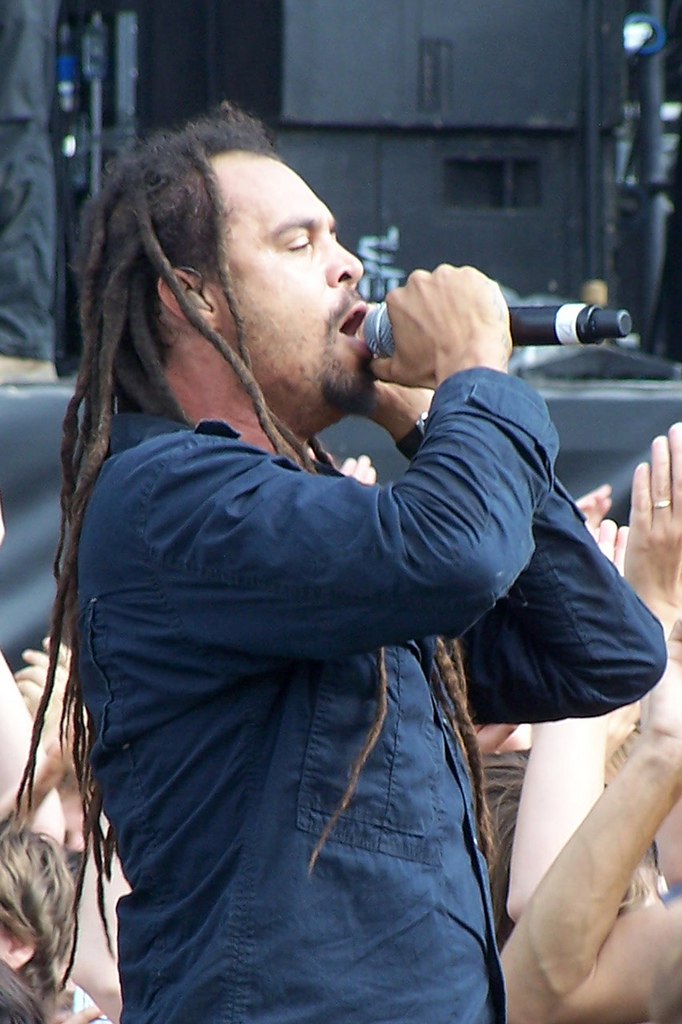
Michael Franti (* 1966)

- František, Josef (1914–1940), tschechoslowakischer Pilot

### Franto
- Frantová Pelikánová, Jitka (1932–2020), tschechisch-italienische Schauspielerin

### Frantz
- Frantz, Adolf (1851–1908), deutscher Rechtswissenschaftler und Hochschullehrer
- Frantz, Adrienne (* 1978), US-amerikanische Schauspielerin, Sängerin und Songwriterin
- Frantz, Albrecht Bernhard (1819–1888), Landrat, Reichstagsabgeordneter
- Frantz, Alison (1903–1995), US-amerikanische Archäologin sowie Fotografin
- Frantz, Caspar (* 1980), deutscher Pianist
- Frantz, Christiane (* 1970), deutsche Sozialwissenschaftlerin
- Frantz, Constantin (1817–1891), deutscher Historiker und Publizist
- Frantz, Earnie, US-amerikanischer Schiedsrichter im American Football
- Frantz, Erich (1842–1903), deutscher katholischer Theologe
- Frantz, Ferdinand (1906–1959), deutscher Opernsänger (Bassbariton, ursprünglich Bass)
- Frantz, Frank (1872–1941), US-amerikanischer Politiker
- Frantz, Georg (* 1899), deutscher Reichsgerichtsrat
- Frantz, Jacques (1947–2021), französischer Schauspieler und Synchronsprecher
- Frantz, Johann (1859–1944), deutscher Bibliothekar
- Frantz, Johann August Wilhelm (1769–1852), deutscher Beamter
- Frantz, Justus (* 1944), deutscher Pianist und DirigentJustus Frantz (* 1944)

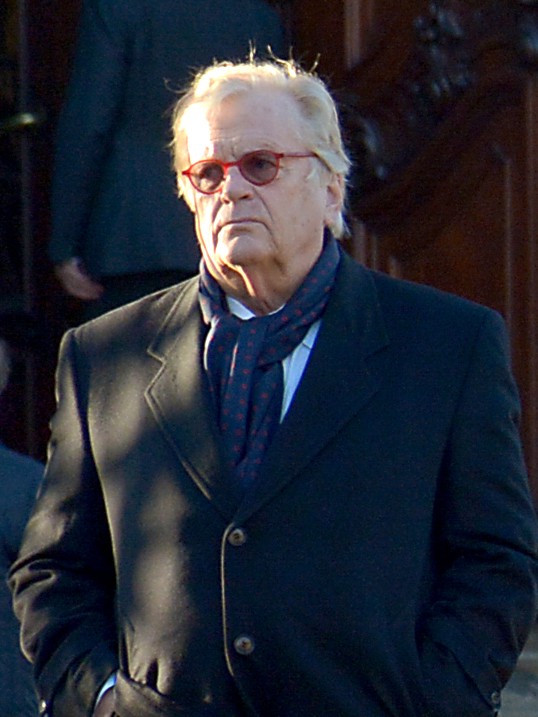
Justus Frantz (* 1944)

- Frantz, Martin (1679–1742), deutscher Architekt
- Frantz, Mike (* 1986), deutscher Fußballspieler
- Frantz, Nicolas (1899–1985), luxemburgischer Radrennfahrer
- Frantz, Paul (1915–1995), luxemburgischer Radrennfahrer
- Frantz, Paul (1927–2016), französischer Fußballtrainer, -spieler und -funktionär sowie Pädagoge
- Frantz, Scott (* 1960), US-amerikanischer Unternehmer und Politiker
- Frantz, Tate (* 2005), US-amerikanischer Skispringer
- Frantze, Christoph, kurkölnischer Bergbeamter
- Frantzén, Björn (* 1977), schwedischer Küchenchef
- Frantzen, Constantin (* 1998), deutscher Tennisspieler
- Frantzen, Heinrich (1880–1953), deutscher Komponist
- Frantzen, Jean-Pierre (1890–1957), luxemburgischer Turner
- Frantzen, Jørgen (1935–2020), dänischer Ruderer
- Frantzen, Marayke (* 1983), deutsche Juristin und Richterin
- Frantzen, Odd (1913–1977), norwegischer Fußballspieler
- Frantzen, Stine (* 1984), norwegische Fußballspielerin
- Frantzen, Tom (* 1954), belgischer Bildhauer
- Frantzen, Wilhelm (1900–1975), deutscher NS-Funktionär, Maler, Zeichner und Lehrer
- Frantzeskakis, Christos (* 2000), griechischer Hammerwerfer
- Frantzis, Bruce Kumar (* 1949), US-amerikanischer Kampfsportler, Lehrer für Taijiquan
- Frantzis, Ioannis (1909–1984), griechischer Diplomat
- Frantzius, Alexander von (1821–1877), deutscher Forschungsreisender und Arzt
- Frantzius, Botho von (1898–1942), deutscher Generalmajor im Zweiten Weltkrieg
- Frantzius, Ernst von (1850–1910), deutscher Konteradmiral der Kaiserlichen Marine
- Frantzius, Theodosius Christian von (1735–1802), deutscher Großkaufmann und Reeder
- Frantzke, Georg von (1594–1659), deutscher Jurist und Hofbeamter